# Resolutie 673 Veiligheidsraad Verenigde Naties
Resolutie 673 van de Veiligheidsraad van de Verenigde Naties werd unaniem aangenomen op 24 oktober 1990. Secretaris-generaal Javier Pérez de Cuéllar had een missie gestuurd om rellen op de Tempelberg, waarbij zo'n twintig Palestijnen waren omgekomen, te onderzoeken. Israël verwierp resolutie 672 echter, omdat deze geen acht sloeg op de voorafgaande aanval op Joden aan de Westmuur.

## Achtergrond
Tijdens de Zesdaagse Oorlog bezette Israël verschillende stukken grondgebied van zijn tegenstanders, waarvan het een deel annexeerde. Rond de jaarwisseling van 1988 brak geweld uit in de Gazastrook en de Westelijke Jordaanoever.
Op 8 oktober 1990 was de Tempelberg in Jeruzalem het toneel van een incident tussen Joden en Palestijnen, waarbij zo'n twintig Palestijnen om het leven kwamen. Secretaris-generaal Javier Pérez de Cuéllar stuurde een missie ter plaatse om de gebeurtenissen te onderzoeken.

## Inhoud
De Veiligheidsraad:
- Bevestigt de verplichtingen van de lidstaten onder het Handvest van de Verenigde Naties.
- Bevestigt ook resolutie 672.
- Werd door de secretaris-generaal ingelicht.
- Gealarmeerd door Israëls verwerping van resolutie 672 en de missie van de gecretaris-seneraal.
- Overweegt de verklaring van de secretaris-generaal over zijn missie.
- Erg bezorgd om de verslechterende situatie in de bezette gebieden.

1. Betreurt de weigering van Israël om de missie van de secretaris-generaal te ontvangen.
2. Dringt er bij Israël op aan haar beslissing te herzien, te voldoen aan resolutie 672 en de missie toe te laten haar werk te doen.
3. Vraagt de secretaris-generaal het in resolutie 672 gevraagde rapport in te dienen.
4. Vastberaden het rapport aandachtig in beraad te nemen.

Lijst ·  647 ·  648 ·  649 ·  650 ·  651 ·  652 ·  653 ·  654 ·  655 ·  656 ·  657 ·  658 ·  659 ·  660 ·  661 ·  662 ·  663 ·  664 ·  665 ·  666 ·  667 ·  668 ·  669 ·  670 ·  671 ·  672 ·  673 ·  674 ·  675 ·  676 ·  677 ·  678 ·  679 ·  680 ·  681 ·  682 ·  683